# Endlagerung
Endlagerung bezeichnet die Entsorgung von Abfällen durch Verbringung und Lagerung in entsprechende Anlagen. Der Begriff wird überwiegend im Zusammenhang mit der Lagerung radioaktiver Abfälle – der atomaren Endlagerung – verwendet, ist aber grundsätzlich auf alle Arten von Abfällen anwendbar, bis hin zur Sequestrierung von CO₂.
Definitionsgemäß ist eine Verwertung oder Wiederaufarbeitung der Abfälle im Falle der Endlagerung normalerweise nicht vorgesehen, es sei denn, man trifft gezielte Vorkehrungen, um die Abfälle bei Bedarf wieder aus dem Endlager holen zu können; in diesem Falle spricht man auch von rückholbarer Endlagerung. Der definierende Unterschied zur Zwischenlagerung (bedeutsam vor allem die atomare Zwischenlagerung) ist die Laufzeit der erteilten Genehmigung; an die technische Qualität der Lagerung werden ähnliche Anforderungen gestellt; bei beiden Lagerungstypen besteht die Notwendigkeit von Überwachung, Kontrolle und Reparaturen eventuell auftretender Schäden.

## Grundlagen
Seit dem Beginn des Industriezeitalters und auch durch das starke Bevölkerungswachstum in den letzten zweihundert Jahren sind auf der Erde vermehrt giftige Stoffe im Einsatz, entstehen als Nebenprodukt von Wirtschaftsgütern oder bleiben am Ende der Nutzungsdauer eines Produktes über, wenn es keine Wiederverwendung oder -verwertung gibt. Diese Abfälle werden abhängig von ihrer Gefährlichkeit unterschiedlich entsorgt. Früher wurden sie teilweise auch entsorgt, indem man sie in Gewässer schüttete (Verklappung) oder indem man flüssige Abfälle im Erdreich versickern ließ. Dies führte zu Gewässerverschmutzung und belasteten Böden (siehe Altlast, Bodensanierung). Das erste deutsche Abfallgesetz („Gesetz zur Vermeidung und Entsorgung von Abfällen“) wurde am 7. Juni 1972 verabschiedet; es wurde viermal novelliert (vor allem 1986). Sein Nachfolger ist das Kreislaufwirtschaftsgesetz (seit 1996 in Kraft und 2012 novelliert). In Deutschland entstand eine Abfallwirtschaft; viele früher deponierte Abfälle werden heute recycelt oder verbrannt. Dabei entstehen hochgiftige Stoffe; diese sind sogenannte Gefährliche Abfälle (umgangssprachlich „Sondermüll“).
In Deutschland werden die Deponieklassen 0 bis IV unterschieden.
Für die Endlagerung hochtoxischer (hochgiftiger), konventioneller und radioaktiver Abfälle hat sich weltweit das Einbringen der Abfälle in tiefe geologische Formationen (ca. 300–1.000 m Tiefe) durchgesetzt.
Die Endlagerung beruht auf dem Mehrbarrierensystem. Es besteht aus verschiedenen Barrieren, die jeweils ihren Anteil an der Rückhaltung der Schadstoffe aufweisen und insgesamt die Isolation der Schadstoffe gewährleisten sollen. Die Barrieren sind technischer und natürlicher Art. Als technische Barrieren gelten beispielsweise Verpackungen der Abfälle und Schachtverschlüsse. Natürliche Barrieren werden durch die das Endlager umschließenden geologischen Formationen mit sehr geringer Durchlässigkeit für Wasser gebildet (der einschlusswirksame Gebirgsbereich). Ein Versagen aller Barrieren wird als unwahrscheinlich angesehen.
Das Hauptproblem der Endlagerung liegt im möglichen langsamen Transport der endgelagerten Schadstoffe mit dem Grundwasser durch Advektion und/oder Diffusion vom Endlager in Richtung Biosphäre. Um auch im Falle eines Eindringens von Wasser ins Endlager einen Rücktransport der Schadstoffe in die Biosphäre möglichst klein zu halten, wird versucht, die verschiedenen Barrieren optimal aufeinander abzustimmen. Sicherheitsbetrachtungen zeigen dennoch, dass über sehr lange Zeiträume ein langsamer Austritt von Schadstoffen mit dem Grundwasser aus dem Endlager nicht mit Sicherheit ausgeschlossen werden kann. Weitgehend unerforscht sind bislang die Folgen der Radiolyse in Steinsalz. Geplante Großversuche mit hochradioaktivem Atommüll, die in der Schachtanlage Asse II geplant waren, wurden 1992 abgebrochen.

## Endlagerung radioaktiver Abfälle

### Finnland

Plan des Endlagers Olkiluoto

Finnland hatte mit dem „VLJ-Endlager“ Olkiluoto für schwach- und mittelradioaktive Abfälle des benachbarten Kernkraftwerks Olkiluoto auf der gleichnamigen Insel vor der Westküste des Landes in der Gemeinde Eurajoki das erste funktionsfähige Endlager weltweit. Die entsprechende Suche begann 1983, 2004 wurde der Standort ausgewählt. Auf der Insel Olkiluoto stehen drei der fünf finnischen Atomkraftwerke.
Am gleichen Standort errichtet die Firma Posiva OY das weltweit erste Endlager ONKALO für hoch-radioaktive Abfälle. Stand Februar 2022 wurde eine Eröffnung für 2024 oder 2025 erwartet; in den 2100er-Jahren soll die Anlage dann befüllt sein und verschlossen werden.
Bereits der Bau des Endlagers brachte der Gemeinde geschickt investierte hohe Steuereinnahmen. Die örtliche Bevölkerung wächst unter anderem, weil Eurajoki den Gemeindeanteil an der Einkommenssteuer auf den niedrigsten Satz in Finnland senkte.
Darüber hinaus befindet sich an der Südostküste Finnlands auf der Insel Hastholmen in der Nähe der Stadt Loviisa das gleichnamige Endlager für schwach- und mittelradioaktive Abfälle: Hier werden die radioaktiven Abfälle des Kernkraftwerks Loviisa eingelagert. Dieses Endlager wurde zwischen 1993 und 1997 im Rapakivi-Granit für eine Kapazität von 113.000 m³ errichtet. Eine Kapazitätserweiterung ist eingeplant, um auch Stilllegungsabfälle aufzunehmen. Der erste Teil für schwachradioaktive Instandhaltungsabfälle wurde im Frühjahr 1997 fertiggestellt, die ersten Abfälle im Mai 1997 eingelagert.

### Frankreich
In Frankreich existieren drei Anlagen zur „Endlagerung“ radioaktiver Abfälle:
- Das „Felslabor“ Bure, eine Versuchsanlage (Ende 2022) mit dem Ziel der Errichtung einer Endlagerstätte für mittel- und hochradioaktive Nuklearabfälle am Platz;
- darüber hinaus für schwach- und mittelradioaktive Abfälle
  - das Centre de l’Aube sowie
  - das seit 1994 geschlossene Centre de la Manche

Ein Großteil des französischen Atommülls wird heute (2022) in der Wiederaufbereitungsanlage La Hague zwischengelagert.
Gegner der Endlagerung behaupten z. B., der Transport des Atommülls von La Hague nach Bure würde ein Jahrhundert lang wöchentlich zwei Züge (in Summa also über 10.000 Züge) von La Hague nach Bure erfordern. Mit Kosten von 41 Milliarden Euro sei dies neben den Strahlungs- und Unfallrisiken auch ökonomisch nicht zu vertreten.

### Großbritannien
Auch das Vereinigte Königreich sucht seit 'zig Jahren nach einem Endlagerstandort. 2013 hatte die Regierung bereits einen Standort nahe der Sellafield MOX Plant im Nordwesten des Landes gefunden. Neben dem Untergrund, der geeignet sein soll, setzten die Behörden damals auch auf ein Jobversprechen für die strukturschwache Region – diese protestierte allerdings derart, dass die Zentralregierung von dem Vorhaben hier wieder Abstand nahm. Aktuell werden vier Standorte im Nordwesten und Nordosten Englands geprüft; die entsprechende Region müsste zustimmen. Dabei ist frühestens 2040 mit einem Ergebnis zu rechnen. Bisher lagern drei Viertel des britischen Atommülls beim Atomkraftwerk Sellafield. Zuletzt untersuchte in England auch ein Forschungsschiff die Variante, vor der Nordwestküste des Landes ein Endlager unter der Irischen See anzulegen.

### Schweden
Schon seit den 1970er-Jahren gilt in Schweden Östhammar in der Nähe des Kernkraftwerks Forsmark als geeigneter Atommüll-Endlager-Standort. 2020 stimmte der lokale Gemeinderat dafür, Ende Januar 2022 genehmigte die schwedische Regierung den Standort. Falls Klagen dagegen keinen Erfolg haben, rechnet man für nach 2030 mit ersten Einlagerungen. In der Gemeinde Östhammar befindet sich in 60 m Tiefe im kristallinen Fels unterhalb des Baltischen Meeres mit der Anlage SFR Forsmark bereits das Endlager des Betreibers Svensk Kärnbränslehantering (SKB) für die Aufnahme schwach- und mittelradioaktiver Abfälle aus dem Kernkraftwerk Forsmark. Das Endlager soll in 500 m Tiefe eingerichtet werden.

### Schweiz
In der Schweiz gibt es bisher kein Endlager. Vorläufig werden alle radioaktiven Abfälle in der „Zwilag“ im Bezirk Zurzach am Ostufer der Aare bei Würenlingen zwischengelagert.
Am 10. September 2022 teilte die Nationale Genossenschaft für die Lagerung radioaktiver Abfälle (Nagra) mit, dass das Land sein nationales „Endlager“ für hochradioaktive Abfälle nach der entsprechenden Erkundung im Gebiet „Nördlich Lägern“ errichten wolle, nahe der Grenze nach Deutschland gegenüber der Gemeinde Hohentengen am Hochrhein. Der Eingang zum Tiefenlager soll in der Gemeinde Stadel gebaut werden. Mit einem Baubeginn sei lt. Presse nicht vor 2045 zu rechnen.

## Endlagerung fester konventioneller Abfälle
An die Sicherheit eines Endlagers für besonders schädliche konventionelle Abfälle kann man die gleichen Anforderungen wie für atomare Endlager stellen. Ihre Gefährlichkeit nimmt nicht ab, weil sie keinem radioaktiven Zerfall unterliegen.
In Deutschland existieren an vier Standorten Möglichkeiten, konventionelle Abfälle langzeitsicher von der Biosphäre abzuschließen:
- Herfa-Neurode (Hessen) mit der UTD Herfa-Neurode,
- Heilbronn (Baden-Württemberg) – Südwestdeutsche Salzwerke,[10]
- Kaliwerk Zielitz (Sachsen-Anhalt),
- Untertagedeponie Sondershausen im stillgelegten Kaliwerk Glückauf Sondershausen, Thüringen.

In Herfa-Neurode und Zielitz werden Grubenbaue von Kalibergwerken als Endlager genutzt.
Eingebracht werden können unter anderem folgende Abfälle:
- arsen-, cyanid- oder quecksilberhaltige Abfälle
- Filterstäube aus der Rauchgasreinigung von Haus- und Sondermüllverbrennung (dioxinhaltig)
- PCB-haltige Transformatoren und Kondensatoren
- Abfälle aus der chemischen Industrie
- verfestigte Metallhydridschlämme

Die jährliche Kapazität dieser Lager beträgt mehrere hunderttausend Tonnen, die bisher eingelagerte Menge an Giftmüll hat die Menge von 2,5 Mio. Tonnen schon überschritten.

## Endlagerung von Kohlenstoffdioxid
Neben der Endlagerung radioaktiver Abfälle ist zunehmend die Lagerung oder Speicherung von Kohlenstoffdioxid, meist Kohlendioxid genannt, im Gespräch. Inwieweit die bisherigen Konzepte als Endlagerung bezeichnet werden können, ist wissenschaftlich noch unsicher. Im Zuge der Bemühungen um Klimaschutz und der Verminderung des CO2-Ausstoßes bei der Verbrennung von Kohle wird die Möglichkeit einer dauerhaften Lagerung von Kohlenstoffdioxid untersucht. Bergwerkshohlräume oder künstliche Kavernen in Salzstöcken haben hierzu keine ausreichende Kapazität. Auch der Raum in ausgebeuteten Gaslagerstätten scheint in Deutschland zu gering. Zumindest entsteht bei der Stromerzeugung aus Kohle hier neben der Reichweitenproblematik auf der Versorgungsseite ein ebensolches auf der Entsorgungsseite. Die ebenfalls in Erwägung gezogene Endlagerung oder Sequestration in tiefen Aquiferen scheint Umweltprobleme zu beinhalten und steht in Widerspruch zu anderweitiger Nutzung dieser Grundwasserleiter (Aquifere), zum Beispiel zur Stromerzeugung aus Geothermie. Die Lagerung in Meeren oder Ozeanen, in der Wassersäule oder im Meeresboden, ist noch ein Forschungsgegenstand, die Lagerung in der Wassersäule derzeit untersagt (siehe: Londoner Konvention von 1972 und OSPAR-Abkommen).
Es gibt einige größere natürliche CO2-Vorkommen in der Tiefsee, in der Regel nahe bei Hydrothermalfeldern, die je nach vorherrschenden Druck- (Tiefe) und Temperaturverhältnissen große Kohlendioxid-Seen (flüssiges CO2) oder Lagerstätten (CO2-Hydrat bzw. „CO₂-Eis“) bilden.